# Reprezentacja Dominikany w piłce nożnej mężczyzn
Piłkarski Związek Dominikany powstał w 1953 roku, a od 1958 roku jest członkiem FIFA. W Dominikanie piłka nożna jest mało popularna w porównaniu do baseballu, którego popularność jest ogromna.
Reprezentacja Dominikany zajmowała 18 maja 2011 r. 27. miejsce w CONCACAF.
Obecnym selekcjonerem kadry Dominikany jest Urugwajczyk Orlando Capellino.

## Udział wMistrzostwach Świata
- 1930 – 1974 – Nie brała udziału
- 1978 – Nie zakwalifikowała się
- 1982 – 1990 – Nie brała udziału
- 1994 – 2022 – Nie zakwalifikowała się

## Udział wZłotym Pucharze CONCACAF
- 1991 – 1996 – Nie zakwalifikowała się
- 1998 – Wycofała się w trakcie kwalifikacji
- 2000 – 2003 – Nie zakwalifikowała się
- 2005 – 2007 – Wycofała się w trakcie kwalifikacji
- 2009 – Nie brała udziału
- 2011 – 2021 – Nie zakwalifikowała się

## Udział wPucharze Karaibów
- 1989 – 1990 – Nie brała udziału
- 1991 – Faza Grupowa
- 1992 – Nie brała udziału
- 1993 – 1996 – Nie zakwalifikowała się
- 1997 – Wycofała się w trakcie kwalifikacji
- 1998 – 2001 – Nie zakwalifikowała się
- 2005 – 2007 – Wycofała się w trakcie kwalifikacji
- 2008 – Nie brała udziału
- 2010 – Nie zakwalifikowała się
- 2012 – Faza Grupowa
- 2014 – 2017 – Nie zakwalifikowała się